# Vagalumes (canção)
"Vagalumes" é um single lançado pelo grupo de hip hop brasileiro Pollo em agosto de 2012. Gravada e composta por Luiz Tomim, Adriel de Menezes e Ivo Mozart, com produção musical de Léo Cunha do Studio Casa 1 e pós-produção, mixagem e masterização no Midas Studios (São Paulo) por Renato Patriarca e Nigéria, a canção alcançou sucesso a partir da data que foi lançada, tornando-se indicada nas categorias "Música" e "Videoclipe do Ano", Um dos Melhores Videoclipe do Ano de 2012 na Mix TV, atualmente a música tem aproximadamente 120 milhões de acessos no YouTube.
Em 2013, ela fez parte da trilha-sonora da novela Sangue Bom, da Rede Globo, sendo tema da personagem Giane (Isabelle Drummond).

## Desempenho nas tabelas musicais
| Tabela musical (2013)                         | Melhor posição |
| --------------------------------------------- | -------------- |
| Brasil - Crowley Broadcast Analysis (semanal) | 6              |
| Brasil - (Billboard Brasil Hot 100 Airplay)   | 7              |
| Brasil - Brasil Hot Pop & Popular             | 7              |

### Regionais
| Parada (2013)                | Posição |
| ---------------------------- | ------- |
| Brasil - São Paulo Hot Songs | 2       |
| Brasil - Curitiba Hot Songs  | 10      |

## Versões
- - Vagalumes (Pollo part. Ivo Mozart)
- - Vagalumes [Sad Version] (Ivo Mozart)[1][2][3]

## Histórico de lançamento
| País     | Data             | Formato                   | Gravadora           |
| -------- | ---------------- | ------------------------- | ------------------- |
| Brasil   | novembro de 2012 | Download digital, Airplay | Warner Music Brasil |
| Portugal | 2013             | Download digital, Airplay | Warner Music Brasil |

## Paródias
- - Vagabundas (Galo Frito)
- - Chicletumes (Maikon Zambido)[1][2]

## Prêmios e indicações
| Ano  | Prêmio            | Indicação     | Resultado |
| ---- | ----------------- | ------------- | --------- |
| 2013 | Caldeirão de Ouro | As 10+ do Ano | 3º Lugar  |

## Ficha técnica do videoclipe
- Direção: Paul Domingos
- Edição: Paul Domingos
- Produção: Pexera Produções
- Apoio: Maximo Produtora, Casa 1 e Midias Music